# استان تلاس
استان تلاس (به قرقیزی: Талас облусу، تالاس وبلۇسۇ)(به روسی: Таласская область) یکی از استان‌های قرقیزستان است. سابقا این منطقه با نام «طراز» و یا «تراز» نیز شناخته می‌شد.
مرکز آن شهر تلاس است.

## جمعیت
جمعیت این استان در سال ۲۰۲۱ برابر با ۲۷۰٬۹۹۴ نفر بوده‌است.
بر اساس نتائج سرشماری، ۹۱٫۹٪ جمعیت استان را مردم قرقیز تشکیل می دهند.
دوما اقلیت قومی در این استان را، حدود ۲٬۵٪ جمعیت را، مردم کرد تشکیل می‌دهند. در این استان حدود ۵٬۰۰۰ کرد زندگی می کنند که نوادگان کردهای منطقهٔ زنگزور شرقی در جمهوری آذربایجان امروزی هستند. این کردها در طول دهه‌های ۱۹۳۰ و ۱۹۴۰ میلادی، توسط استالین از قفقاز اخراج شده و به جماهیر شوروی در آسیای مرکزی، چون قرقیزستان شوروی کوچانده شدند.
سومین اقلیت، مردم روس بوده، و جمعیت‌های کوچکتری از قومیت‌های مختلف، بازتاب‌دهندهٔ جمعیت متنوع اتحاد جماهیر شوروی سابق در این استان سکونت دارند.

## گردشگری
از نقاط دیدنی اصلی این استان آرامگاهی است به نام گنبد مناس.
این بنای تاریخی که در دوران جغتایی و در سال ۱۳۳۴ میلادی ساخته شده به عنوان آرامگاه مناس، قهرمان حماسی داستان‌های قرقیزی مَناس معروف شده است.
این بنا در هویت‌سازی ملی قرقیزی نقش مؤثری دارد و نقش آن بر روی پول قرقیزستان نیز چاپ شده است.
درهٔ بش‌تاش که دریاچه‌ای در بالای خود دارد از نقاط خوش‌منظرهٔ این استان است.

## شهرها و شهرستان‌ها

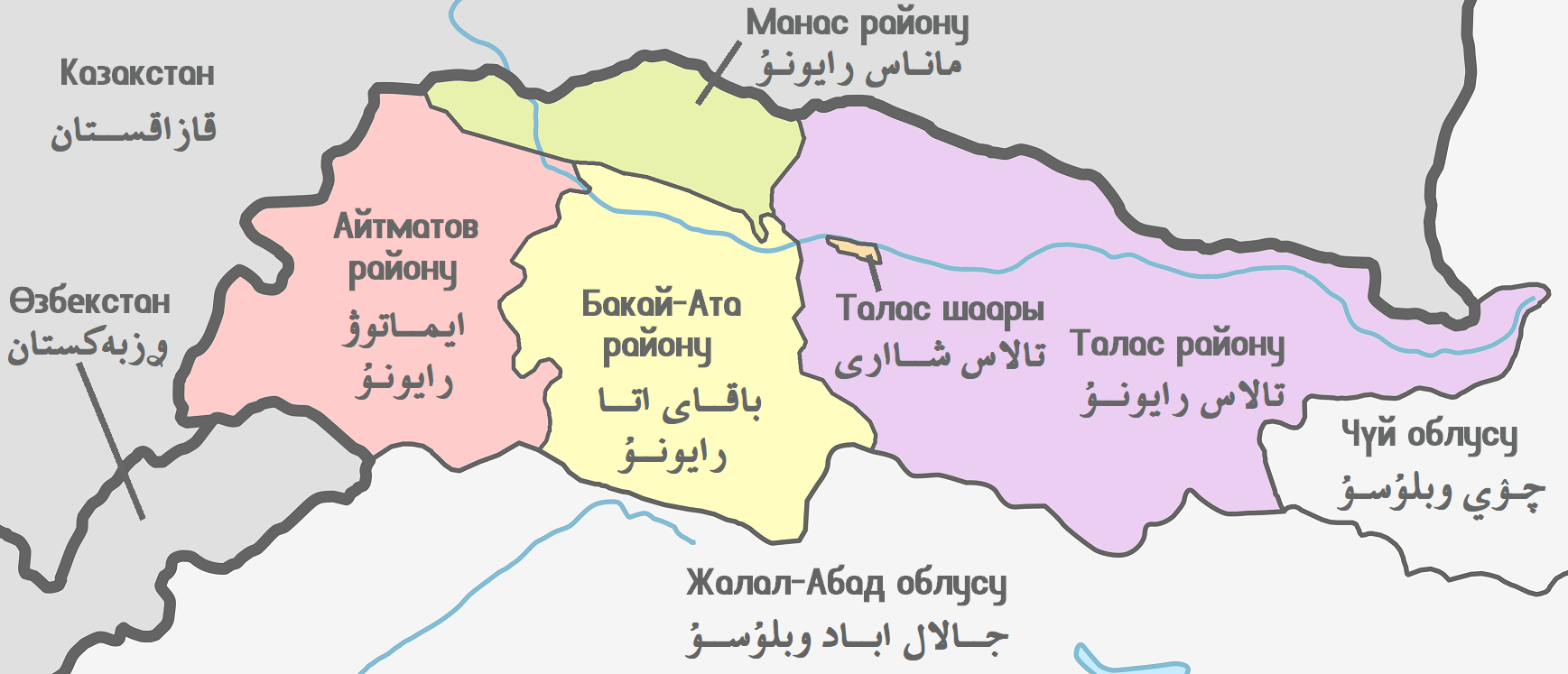
تقسیمات اداری استان تلاس در سال ۲۰۲۴ میلادی

استان تلاس متشکل از ۱ شهر «در سطح شهرستان» و ۴ شهرستان می‌باشد.
| ردیف | نام شهر/شهرستان  | نام به قرقیزی                     | نام به روسی                               | مساحت(km۲) | جمعیت (سرشماری سال ۲۰۲۱) |
| ---- | ---------------- | --------------------------------- | ----------------------------------------- | ---------- | ------------------------ |
| ۱    | شهر تلاس         | Талас шаары تالاس شاارى           | город Талас gorod Talas                   | ۱۴         | ۴۰٬۳۰۸                   |
| ۲    | شهرستان آیماتوف  | Айтматов району ايتماتوۋ رايونۇ   | Айтматовский район Aytmatovskiy rayon     | ۳٬۲۱۶      | ۶۹٬۱۸۰                   |
| ۳    | شهرستان باقای‌آته | Бакай-Ата району باقاي اتا رايونۇ | Бакай-Атинский район Bakay-Atinskiy rayon | ۲٬۹۲۸      | ۵۳٬۳۵۹                   |
| ۴    | شهرستان تلاس     | Талас району تالاس رايونۇ         | Таласский район Talasskiy rayon           | ۵٬۰۵۱      | ۷۰٬۶۴۲                   |
| ۵    | شهرستان مناس     | Манас району ماناس رايونۇ         | Манасский район Manasskiy rayon           | ۱٬۱۹۸      | ۳۷٬۵۰۵                   |